# Auto da Feira
Auto da Feira é uma peça de teatro de Gil Vicente. Foi representada nas matinas do Natal de 1527, em Lisboa, ao rei D. João III.

## Personagens
| - Mercúrio - Tempo - Serafim - Diabo - Roma - Amâncio Vaz - Denis Lourenço - Branca Anes | - Marta Dias - Justina - Leonarda - Teodora - Móneca - Giralda - Juliana - Tesaura | - Merenciana - Dorotea - Gilberto - Nabor - Dionísio - Vicente - Mateus. |